# سارگیس جانبازیان
سارگیس جانبازیان (ارمنی: Սարգիս Ջանբազյան; زادهٔ ۱۵ ژانویه ۱۹۱۳ – درگذشته ۱۱ دسامبر ۱۹۶۳) رقصنده، رقص‌پرداز، تهیه‌کننده ارمنستانی-ایرانی بود که به «پدر رقص باله ایران» مشهور است.
هنر باله در ایران نیز پس از انقلاب روسیه به وسیله شهروندان ارمنی تباری که سارگیس جانبازیان در صدر آنان قرار داشت رواج یافت. علاوه بر جانبازیان دو مهاجر ارمنی دیگر، مادام یلنا آودیسیان و مادام کرنلی نیز نقش‌های اصلی و تعیین‌کننده‌ای در معرفی هنر باله به جامعه فرهنگی و هنری ایران آن زمان داشتند.

## زندگی‌نامه
در سال  ۱۵ ژانویهٔ ۱۹۱۳ (۲۶ دی ۱۲۹۲) در شهر آرماویر ارمنستان به دنیا آمد. پدر سارگیس از ارمنی‌های وان و مادرش از ارمنی‌های ارزروم بودند.
تحصیلات ابتدایی را در زادگاهش گذراند. و سپس عازم سن پترزبورگ گشت و از آکادمی باله واهانوفا به عنوان تک‌نواز، کارگردان و مربی رقص فارغ‌التحصیل شد و سپس وارد دانشگاه لسگافت لنینگراد گردید.
جانبازیان در این دانشگاه به رشته ژیمناستیک روی آورد. و پس از اتمام تحصیلاتش به استخدام تئاتر دولتی این شهر درآمد و سپس در سال ۱۳۱۷ (۱۹۳۸) به همراه خانواده اش به ایران مهاجرت کرد. و در شهر قزوین اقامت گزید.
سارگیس جانبازیان پس از اجرای چند باله و تشویق مردم قزوین در سال ۱۳۲۰ به تهران رفت و اولین هنرستان باله را در این شهر پایه‌گذاری کرد. در سال ۱۳۲۰ (۱۹۴۱) در تهران «هنرستان رقص تهران» را تأسیس نمود. وی همچنین مؤسس پرآوازه‌ترین گروه رقص تهران در سال ۱۳۴۱ (۱۹۶۲) می‌باشد. گروهی که در نتیجه تلاش‌های بی‌وقفه چندین ساله جانبازیان به گروهی حرفه‌ای تبدیل شد.
از ویژگی‌های کار جانبازیان این است که به باله کلاسیک و رقص‌های فولکلور بسیار اهمیت می‌داد و هر دوی این‌ها را در برنامه‌های درسی خود جای می‌داد. و در برنامه‌های نمایشی خود باله و رقص‌های ایرانی و ارمنی را هم اجرا می‌کرد. همچنین علاقه بسیاری به اجرای پوئم ـ سیمفونی داشت و گفته می‌شود نخستین اجرای پوئم ـ سمفونی در ایران به نام «» توسط وی کارگردانی و اجرا شده است. کاری که متشکل بوده از بخش‌هایی از سمفونی فواره باغچه سرای
سارگیس جانبازیان در طول دوران ۲۷ سال فعالیت‌های حرفه ای در ایران شاگردان و مربیان بی شماری تربیت کرد.
به دلیل علاقه زیادی که به زبان و داستان‌های ایرانی داشت چند باله بر اساس آثار ادبی ایرانی از جمله «رستم و تهمینه» را به کمک احسان یارشاطر، استاد زبان و ادبیات فارسی، به روی صحنه برد.
جانبازیان در ۲۰ آذر ۱۳۴۲ (۱۱ دسامبر ۱۹۶۳) در سن ۴۹ سالگی در تهران بر اثر سکته قلبی درگذشت.

آنا جانبازیان می‌گوید:
"پدرم انرژی بی حد وحساب و پایان ناپذیری داشت. او روح بزرگی بود که هنگام رقص هرگز حتی برای یک لحظه هم نمی‌توانستید چشم از او بردارید. بیشتر اوقات کودکی من به تماشای رقص درکلاس‌های پدرم می‌گذشت. وقتی که کلاس تمام می‌شد، آن وقت نوبت من بود که روی زمین چوبی بازی کنم و رقص‌های خودم را طراحی کنم. من در چنین محیطی بزرگ شدم. شنیدن موسیقی، تماشای اجراهای کم نظیر و ادای رقصندگان دیگر را درآوردن."

## اجراها
- فواره باغچه‌سرای
- رویاهای حافظ
- دختر گل‌فروش چینی
- حسادت
- مینیاتورهای ایرانی
- آنوش
- گل گندم
- تبرزنان
- ملوانان
- زندگی و مرگ (یا رقص مار)
- رقص نماز
- قالی کرمان
- شالی‌کار

## نگارخانه

سارگیس جانبازیان در حال آموزش
سارگیس جانبازیان در تهران (۱۹۴۸ میلادی)
سارگیس جانبازیان باله «فوارهٔ باغچه سرای» در نقش (گرای)

## توضیحات
1. ↑  Աննա (Անահիտ)
2. ↑  Vaganova Academy of Russian Ballet
3. ↑  Lesgaft National State University of Physical Education, Sport and Health
4. ↑  در نتیجه فشارهای دولت شوروی سابق بر مردم ارمنستان، بسیاری از آنها راهی کشورهای دیگر شدند.